# Lady (ostrov)
Lady je malý neobydlený ostrov v zálivu Firth of Clyde ve Skotsku. Na ostrově v minulosti byla kaple zasvěcená Panně Marii. Dnes na ostrově stojí maják a je zde jeden sladkovodní pramen. Ostrov se nachází 3,2 km jihozápadně od města Troon. Obvod ostrova je 0,6 km a nejvyšší bod se nachází pouhých 6 metrů nad hladinou moře.

## Historie
První písemná zmínka pochází z období Eduarda I., konkrétně z roku 1299. Autorem je kronikář Hermingford. Mapa z let 1604 až 1608, kterou publikoval Joan Blaeu v roce 1654, ukazuje ostrov již pod názvem Lady. Je zde naznačena i kaple, která byla zasvěcena na počest sv. panny Marie. Ostrov byl ve vlastnictví Earla z Dundonaldu, který ho dostal darem od jednoho ze skotských králů. V roce 1698 byl ostrov
majetkem Williama Fullartona,, od kterého ostrov koupil portlandský hrabě Marquess Titchfield v roce 1805. Dnes je ostrov Lady ve vlastnictvím Marquesse z Ailsy,
který ostrov pronajímá skotské společnosti pro ochranu volně žijících ptáků, která zde má ptačí rezervaci. Během požáru v 19. století zahynulo mnoho živočišné populace ostrova. Dnes zde žije rybák obecný, rybák dlouhoocasý a rybák rajský.

## Stavby

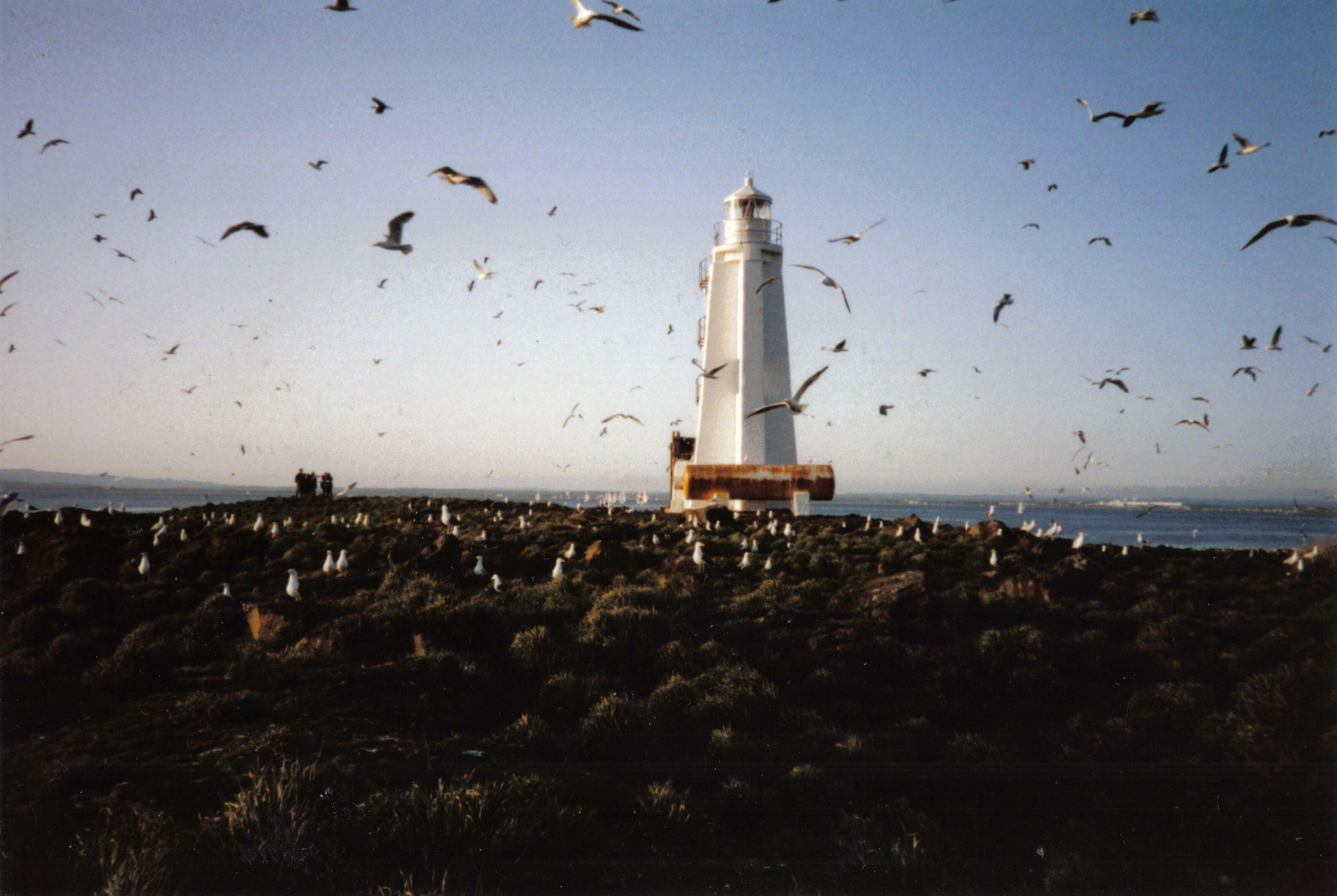
Maják na ostrově Lady

Na ostrově stála kaple Panny Marie. Podle dochovaných zdrojů kaple stála uprostřed ostrova. Je velmi pravděpodobné, že stavební kámen použitý při zakládaní majáků pocházel s této kaple. Město Glasgow přibližně od 1776 postavilo na ostrově několik majáků k lepší orientaci obchodních lodí mířících do přístavu Glasgow. Maják Lady Isle postavený roku 1903 je atypický, jeho tvar není válcový. Skládá se z platformy postavené na pilíři s vnějším schodištěm, stále je funkční.

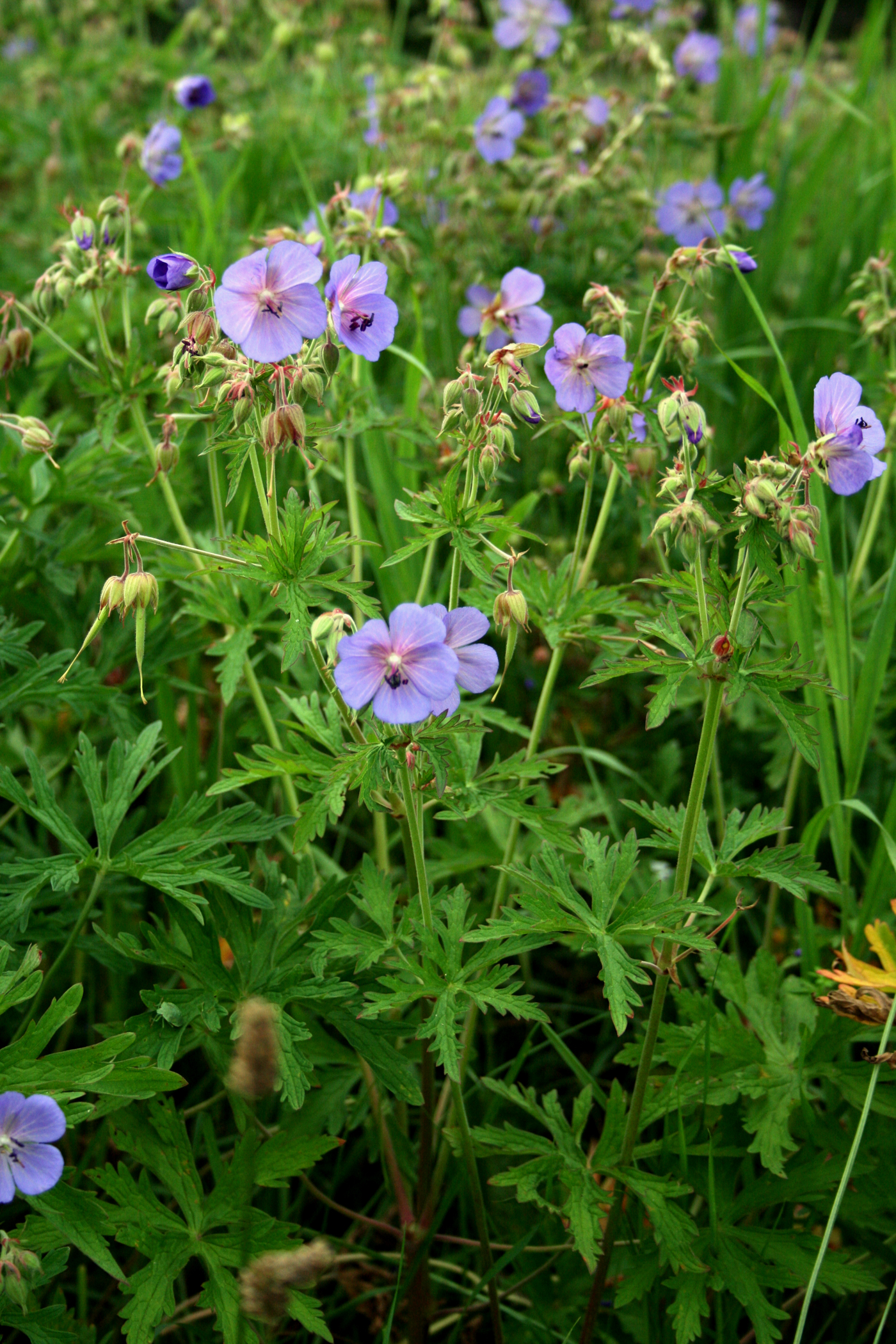
Kakost měkký

## Fauna a flora
Kromě živočichů, jako rybák obecný, rybák dlouhoocasý a rybák rajský, zde žijí ústřičníci, králíci a množství hlemýžďů.
Důsledek požáru v 19. století byl zahubení velké části rostlinstva. Poté byl ostrov vyhlášen jako "oblast pod zvláštní ochranou" skotského přírodního dědictví. Dnes na ostrově roste např. Vikev setá, Mochna bahenní, Kuřinka nebo Kakost měkký.